# 244. Infanterie-Division (Wehrmacht)
Die 244. Infanterie-Division war eine deutsche Infanteriedivision im Zweiten Weltkrieg. 

## Divisionsgeschichte
Am 7. Juli 1943 wurde die bereits wieder in die 244. Infanterie-Division umbenannt. 
Die Division wurde am 8. September 1943 im Raum Antwerpen bei der 15. Armee durch den Wehrkreis I als bodenständige Division aufgestellt. Hierfür wurden die Genesenen der Division Nr. 340, welche ab 19. Juni 1943 in der neu aufgestellte  Division „E“ zusammengezogen wurden, herangezogen. Zusätzlich kamen Versorgungseinheiten der an der Ostfront aufgelösten 39. Infanterie-Division zur neuen Division. Bis Dezember 1943 blieb die Division im Raum Antwerpen zur Verfügung, ab November der 15. Armee zugeordnet. 
Ab Januar 1944 war die Division dann im französischen Marseille bei der 19. Armee und bildete die Garnison der Stadt, 
Am 19. April 1944 wurde das Grenadier-Regiment 932 und 934 um ein zusätzliches Bataillon durch die Einrichtung eines sogenannten Ost-Bataillon ergänzt. Hierzu wurden die Ost-Bataillone 666 und 681 verwendet. Ab dem 21. August 1944 waren diese beiden Bataillone russische Bataillone. 
Im August 1944 wurde die Division im Raum Marseilles zerschlagen. Die dem IV. Luftwaffen-Feldkorps zugewiesenen Einheiten IV./932 und IV./934 der Division konnte bis in den Elsass zurückweichen und war im Oktober/November 1944 bei der 19. Armee am Oberrhein. Hier wurden die beiden Bataillone zur Aufstellung der Wlassow-Armee herangezogen. Ebenso konnte das II. und III. Bataillon des Grenadier-Regiments 933 durch die Zuordnung zur 338. Infanterie-Division der Zerschlagung im August 1944 entgehen. Am 19. November 1944 wurden diese beiden Bataillone II. und I. des Grenadier-Regiments 221 der 16. Volksgrenadier-Division. 
Am 7. Oktober 1944 wurde die Division aufgelöst. 

## Kommandeure
- Generalleutnant Martin Gilbert: von der Aufstellung bis Mitte April 1944
- Generalleutnant Hans Schäfer: von April 1944 bis zur Auflösung

## Gliederung
- Grenadier-Regiment 932 mit drei Bataillonen
- Grenadier-Regiment 933 mit drei Bataillonen
- Grenadier-Regiment 934 mit drei Bataillonen
- Artillerie-Regiment 244 mit drei Batterien
- Divisions-Einheiten 244